# Plaintel
Plaintel [plɛ̃tɛl]  est une commune française située dans le département des Côtes-d'Armor en région Bretagne.

## Héraldique
| Blason | Blasonnement : D'azur aux six billettes d'argent 3, 2 et 1, au chef d'hermine. |

## Géographie
Les communes limitrophes sont Plaine-Haute, Plédran, Saint-Brandan, Saint-Carreuc, Saint-Julien et Plœuc-L'Hermitage.

### Hydrographie
Pour un article plus général, voir Réseau hydrographique des Côtes-d'Armor.
La commune est située dans le bassin Loire-Bretagne. Elle est drainée par le Gouët, l'Urne et le Germain,,.
Le Gouët, d'une longueur de 47 km, prend sa source dans la commune du Haut-Corlay et se jette  dans la baie de Saint-Brieuc en limite de Plérin et de Saint-Brieuc, après avoir traversé 16 communes.  Les caractéristiques hydrologiques du Gouët sont données par la station hydrologique située sur la commune de Saint-Julien. Le débit moyen mensuel est de 1,69 m3/s. Le débit moyen journalier maximum est de 20,8 m3/s, atteint lors de la crue du 28 février 2010. Le débit instantané maximal est quant à lui de 30,3 m3/s, atteint le 6 février 2014.

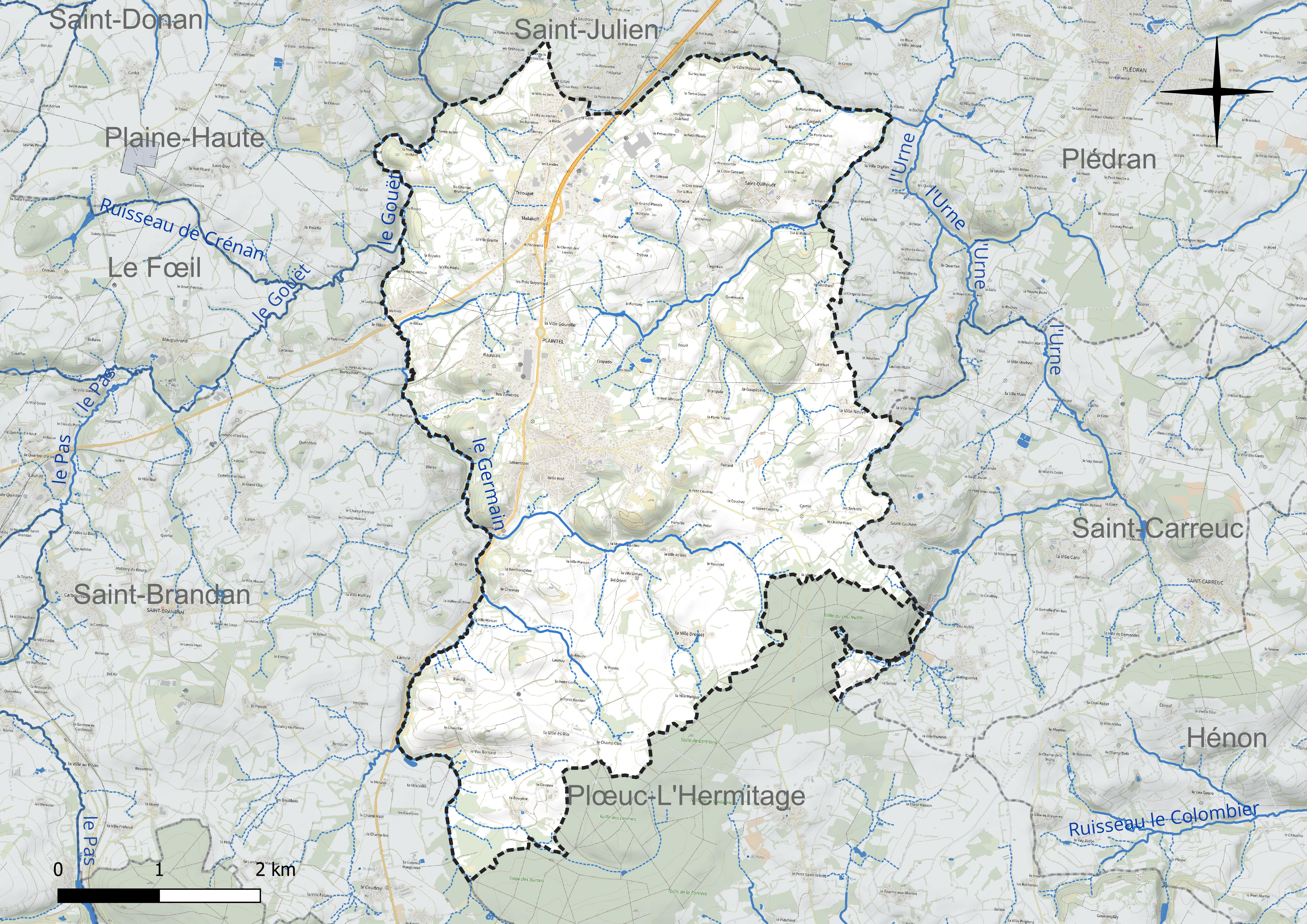
Réseau hydrographique de Plaintel.

L'Urne, d'une longueur de 21 km, prend sa source dans la commune  et se jette  dans la baie de Saint-Brieuc au niveau de la commune de Langueux, après avoir traversé sept communes. 

### Climat
Pour des articles plus généraux, voir Climat de la Bretagne et Climat des Côtes-d'Armor.
En 2010, le climat de la commune est de type climat océanique franc, selon une étude du CNRS s'appuyant sur une série de données couvrant la période 1971-2000. En 2020, Météo-France publie une typologie des climats de la France métropolitaine dans laquelle la commune est exposée à un climat océanique et est dans la région climatique  Finistère nord, caractérisée par une pluviométrie élevée, des températures douces en hiver (6 °C), fraîches en été et des vents forts. Parallèlement l'observatoire de l'environnement en Bretagne publie en 2020 un zonage climatique de la région Bretagne, s'appuyant sur des données de Météo-France de 2009. La commune est, selon ce zonage, dans la zone « Intérieur  », exposée à un climat médian, à dominante océanique.  
Pour la période 1971-2000, la température annuelle moyenne est de 10,8 °C, avec  une amplitude thermique annuelle de 11,3 °C. Le cumul annuel moyen de précipitations est de 881 mm, avec 13,4 jours de précipitations en janvier et 7,3 jours en juillet. Pour la période 1991-2020, la température moyenne annuelle observée sur la station météorologique la plus proche, située sur la commune de Plœuc-L'Hermitage à 8 km à vol d'oiseau, est de 11,1 °C et le cumul annuel moyen de précipitations est de 954,7 mm,. Pour l'avenir, les paramètres climatiques de la commune estimés pour 2050 selon différents scénarios d’émission de gaz à effet de serre sont consultables sur un site dédié publié par Météo-France en novembre 2022.

## Urbanisme

### Typologie
Au 1er janvier 2024, Plaintel est catégorisée bourg rural, selon la nouvelle grille communale de densité à 7 niveaux définie par l'Insee en 2022.
Elle appartient à l'unité urbaine de Plaintel, une agglomération intra-départementale dont elle est ville-centre,. Par ailleurs la commune fait partie de l'aire d'attraction de Saint-Brieuc, dont elle est une commune de la couronne,. Cette aire, qui regroupe 51 communes, est catégorisée dans les aires de 200 000 à moins de 700 000 habitants,.

### Occupation des sols
L'occupation des sols de la commune, telle qu'elle ressort de la base de données européenne d’occupation biophysique des sols Corine Land Cover (CLC), est marquée par l'importance des territoires agricoles (81,5 % en 2018), en diminution par rapport à 1990 (84,4 %). La répartition détaillée en 2018 est la suivante : 
zones agricoles hétérogènes (38 %), terres arables (28,9 %), prairies (14,5 %), zones urbanisées (9,4 %), forêts (6,2 %), zones industrielles ou commerciales et réseaux de communication (1,5 %), milieux à végétation arbustive et/ou herbacée (1,4 %). L'évolution de l’occupation des sols de la commune et de ses infrastructures peut être observée sur les différentes représentations cartographiques du territoire : la carte de Cassini (XVIIIe siècle), la carte d'état-major (1820-1866) et les cartes ou photos aériennes de l'IGN pour la période actuelle (1950 à aujourd'hui).

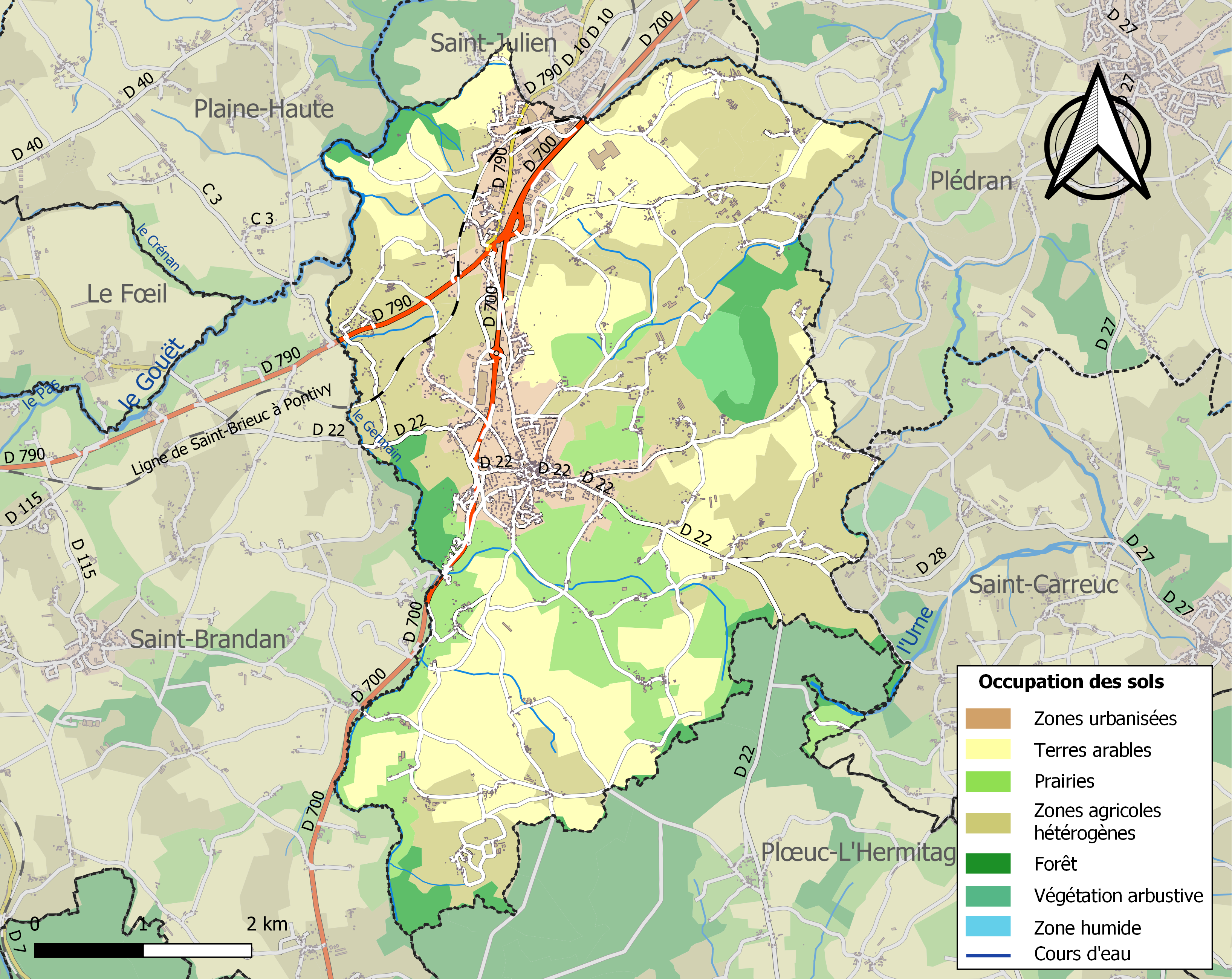
Carte des infrastructures et de l'occupation des sols de la commune en 2018 (CLC).

## Toponymie
Le nom de la paroisse est noté Ecclesia Sancti Numenteri (« église Saint-Numenter ») en 1163, Plevenitre dans deux actes de 1202 et 1220, Pleneveniter (« paroisse de Saint-Neveniter ») au XIIIe siècle et Plantel à partir de 1371. Le toponyme d'origine fait référence à saint Numenter, saint breton également éponyme de la paroisse de Plounéventer dans le Finistère,.
Le nom de la commune est Pleneventer en breton et Pyentè en gallo.

## Géologie
L’essentiel du territoire communal est constitué par le granite porphyroïde de Quintin. Au sud de la commune (Le Chesnay — Le Vauridel — Les Perrières), on trouve les schistes micacés puis le schiste briovérien moyen. Une lentille de schistes micacés demeure présente dans le massif granitique au niveau de Malakoff.
Localement, on perçoit la présence de filons de quartzites graphiteux et de pyroxénite orientés sud-ouest/nord-est. À l’extrême sud de la commune, sont présents quelques filons de diabase en sill dans le Briovérien. Les vallons sur le flanc ouest et au nord-est sont occupés par les alluvions modernes.
Au sud de la Ville Bresset, on notera la présence d’une faille d’axe est/ouest. On peut considérer que les meilleures terres sont situées au nord, au centre ouest et au sud-est, avec présence locale (fond de vallon et pente) de terres médiocres ou à faible valeur agronomique.

## Histoire

### LeXXesiècle

#### Les guerres duXXesiècle
Le monument aux Morts porte les noms de 113 soldats morts pour la Patrie :
- 103 sont morts durant la Première Guerre mondiale.
- 8 sont morts durant la Seconde Guerre mondiale.
- 2 sont morts durant la Guerre d'Algérie.

## Démographie
L'évolution du nombre d'habitants est connue à travers les recensements de la population effectués dans la commune depuis 1793. Pour les communes de moins de 10 000 habitants, une enquête de recensement portant sur toute la population est réalisée tous les cinq ans, les populations de référence des années intermédiaires étant quant à elles estimées par interpolation ou extrapolation. Pour la commune, le premier recensement exhaustif entrant dans le cadre du nouveau dispositif a été réalisé en 2007.

En 2022, la commune comptait 4 571 habitants, en évolution de +5,93 % par rapport à 2016 (Côtes-d'Armor : +1,78 %, France hors Mayotte : +2,11 %).
| 1793  | 1800  | 1806  | 1821  | 1831  | 1836  | 1841  | 1846  | 1851  |
| ----- | ----- | ----- | ----- | ----- | ----- | ----- | ----- | ----- |
| 3 156 | 3 310 | 2 040 | 3 385 | 4 185 | 3 573 | 3 476 | 3 335 | 3 421 |

| 1856  | 1861  | 1866  | 1872  | 1876  | 1881  | 1886  | 1891  | 1896  |
| ----- | ----- | ----- | ----- | ----- | ----- | ----- | ----- | ----- |
| 3 145 | 2 995 | 2 981 | 2 826 | 2 902 | 2 769 | 2 790 | 2 668 | 2 661 |

| 1901  | 1906  | 1911  | 1921  | 1926  | 1931  | 1936  | 1946  | 1954  |
| ----- | ----- | ----- | ----- | ----- | ----- | ----- | ----- | ----- |
| 2 574 | 2 539 | 2 371 | 2 229 | 2 181 | 2 126 | 2 064 | 2 063 | 2 042 |

| 1962  | 1968  | 1975  | 1982  | 1990  | 1999  | 2006  | 2007  | 2012  |
| ----- | ----- | ----- | ----- | ----- | ----- | ----- | ----- | ----- |
| 2 194 | 2 322 | 2 885 | 3 436 | 3 557 | 3 471 | 3 762 | 3 800 | 4 206 |

| 2017  | 2022  | - | - | - | - | - | - | - |
| ----- | ----- | - | - | - | - | - | - | - |
| 4 344 | 4 571 | - | - | - | - | - | - | - |

## Lieux et monuments

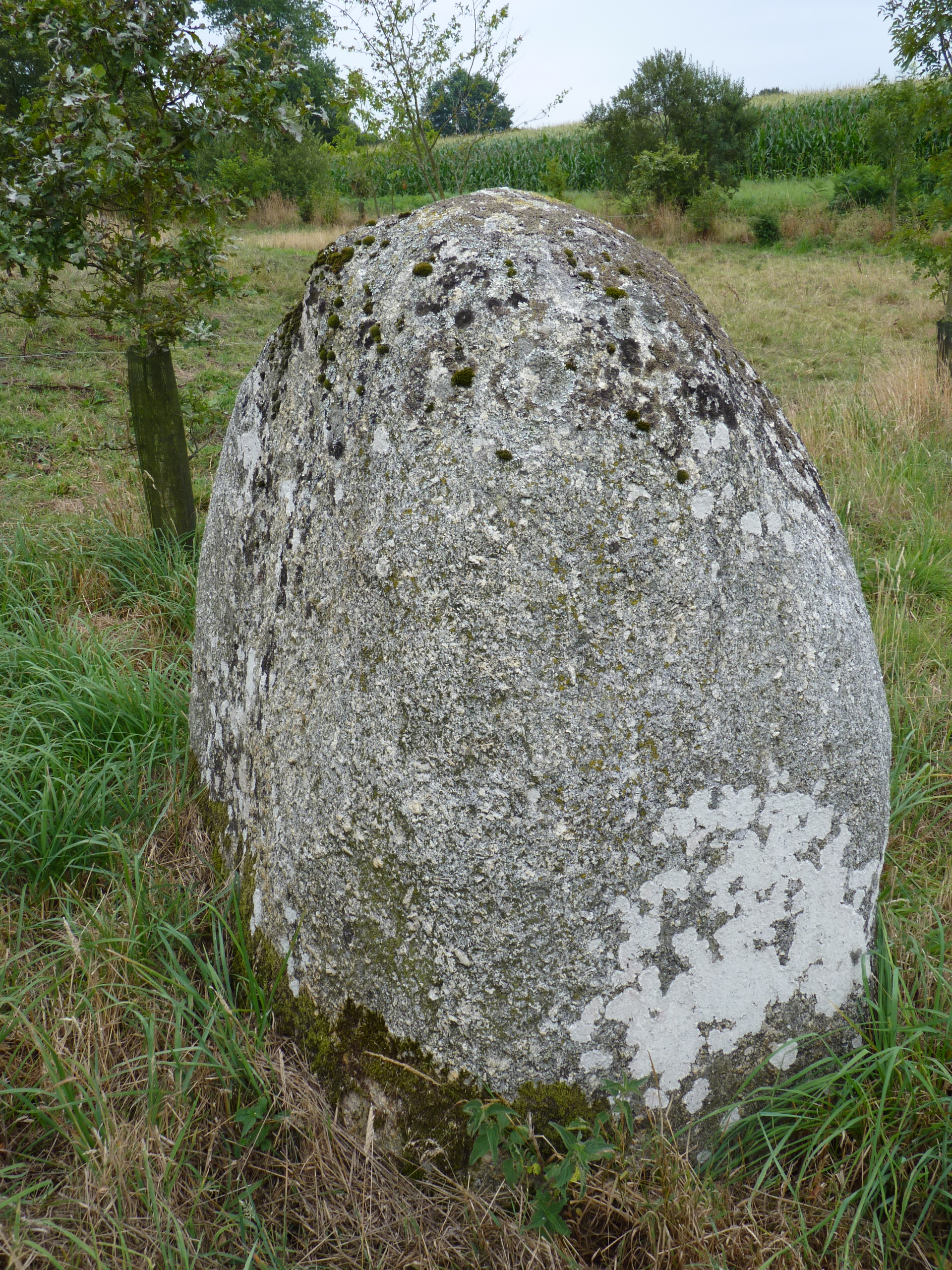
Le menhir du Petit Vauridel.

- Menhir du Petit Vauridel, seul mégalithe encore visible sur le territoire de la commune où quatre autres menhirs et une allée couverte avaient été recensés au XIXe siècle[32].
- Chapelle Saint-Gilles, sur la route de Saint-Brieuc, reconstruite au XVIIIe siècle. De très beaux blasons en ornent les murs. Le 18 juin 1815, jour de la bataille de Waterloo, s'y déroula un combat entre une colonne républicaine et des Chouans. Les peintures murales d'inspiration biblique sont l'œuvre de l'atelier Hubert de Sainte-Marie (1978).
- Réplique en bois de la statue de la Liberté, au milieu d'un rond-point à l'entrée de la commune, réalisée à l'occasion d'une animation sur les métiers du bois.
- Médiathèque "Brin de Culture", ouverte en 2006[33].
- Tumulus du Gourlay.

## Économie

### Industrie
À Plaintel se situait l'usine Sperian Protection Armor du groupe Sperian Protection, où étaient fabriqués des masques de protection respiratoire jetables.
Cette usine avait pour origine la fabrication de chapeaux (Louis Giffard), puis reconvertie dans la fabrication de masques hygiéniques. Elle est rachetée par le Suédois Bilsom en 1989, puis par le groupe Dalloz en 1993, enfin par Sperian (groupe Honeywell) en 2010. Les effectifs étant montés jusqu'à 250 p. pour des commandes de masques passées avec l'aide de l'État en 2010. L'usine tombe ensuite à 48 personnes et est fermée par son actionnaire le groupe Honeywell en 2018, les chaînes de production détruites.

### Distribution
Plaintel dispose également d'un entrepot Système U à Raussan, mais aussi de la centrale Scarmor, sur la zone du Grand Plessis. Intermarché est la seule grande surface de la commune depuis la fermeture de Netto en juin 2013. En 2018, le magasin implante un système de consignes 24/24 et 7/7 novateur dans le village commercial de Malakoff.

## Personnalités liées à la commune
- Laurent Chandemerle (né en 1968 à Plaintel), humoriste français.
- Marc-Antoine Lebret (né en 1985 à Saint-brieuc)  humoriste et imitateur français ayant vécu à Plaintel